# Зніт гірський
Зніт гірський (Epilobium montanum) — вид трав'янистих рослин родини онагрові (Onagraceae), поширений у Європі й Азії.

## Опис
Багаторічна рослина 10–100 см заввишки. Стебло прямостійне, циліндричне, розсіяно коротко запушене. Листки великі, до 10 см завдовжки і 4.5 см шириною, яйцеподібні, загострені, біля основи округлі або серцеподібні, на краю нерівномірно дрібнозубчасті, голі або тільки на жилках розсіяно запушені, нижні листки коротко-черешкові, верхні — сидячі. Суцвіття — сильно розгалужена нещільна китиця. Чашолистків 4, основа з дугоподібними й залозистими волосками, верхівка із залозистими волосками, часто хоча б частково червонуватими. Тичинок 8. Пелюстків 4, завдовжки 7–10 мм, світло-пурпурові чи рожеві, з 5–6 поздовжніми червоними жилками.

## Поширення
Поширений у Європі й Азії.
В Україні вид зростає у сирих і тінистих місцях в лісах, гаях, серед чагарників — в лісових районах і Лісостепу (в Карпатах — до крайньої межі лісу, в Криму — до яйл і ПБК включно) переважно; в Степу рідше (Луганська обл., м. Кремінна; Харківська обл. околиці м. Ізюма).

## Використання
Використовується в традиційній австрійській медицині як чай для лікування розладів передміхурової залози, нирок і сечових шляхів.

## Галерея

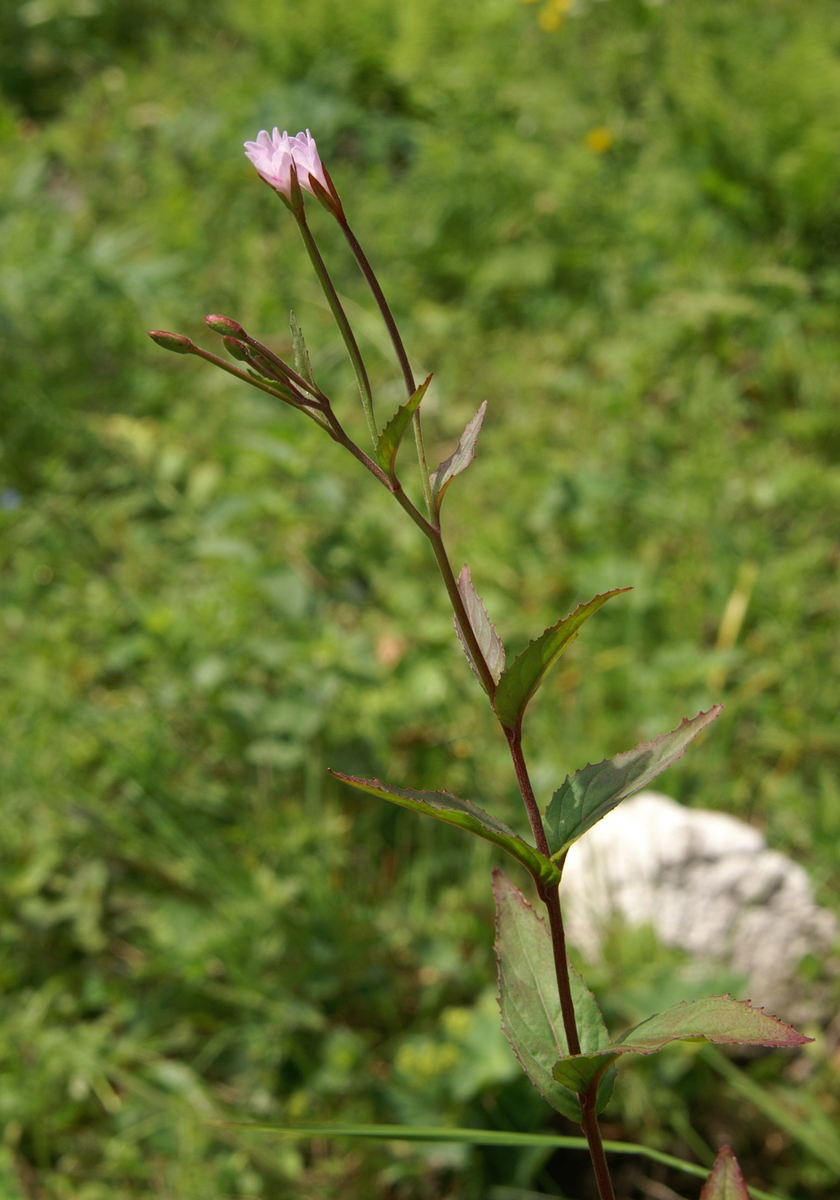
рослина
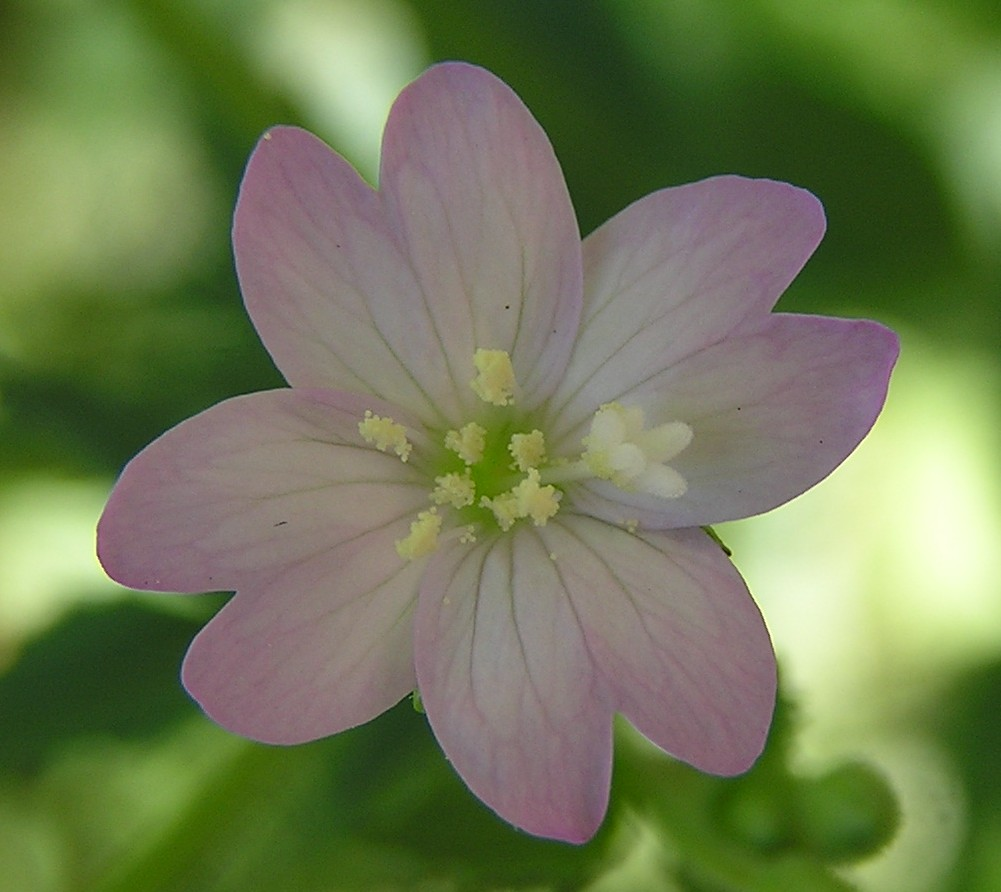
квітка
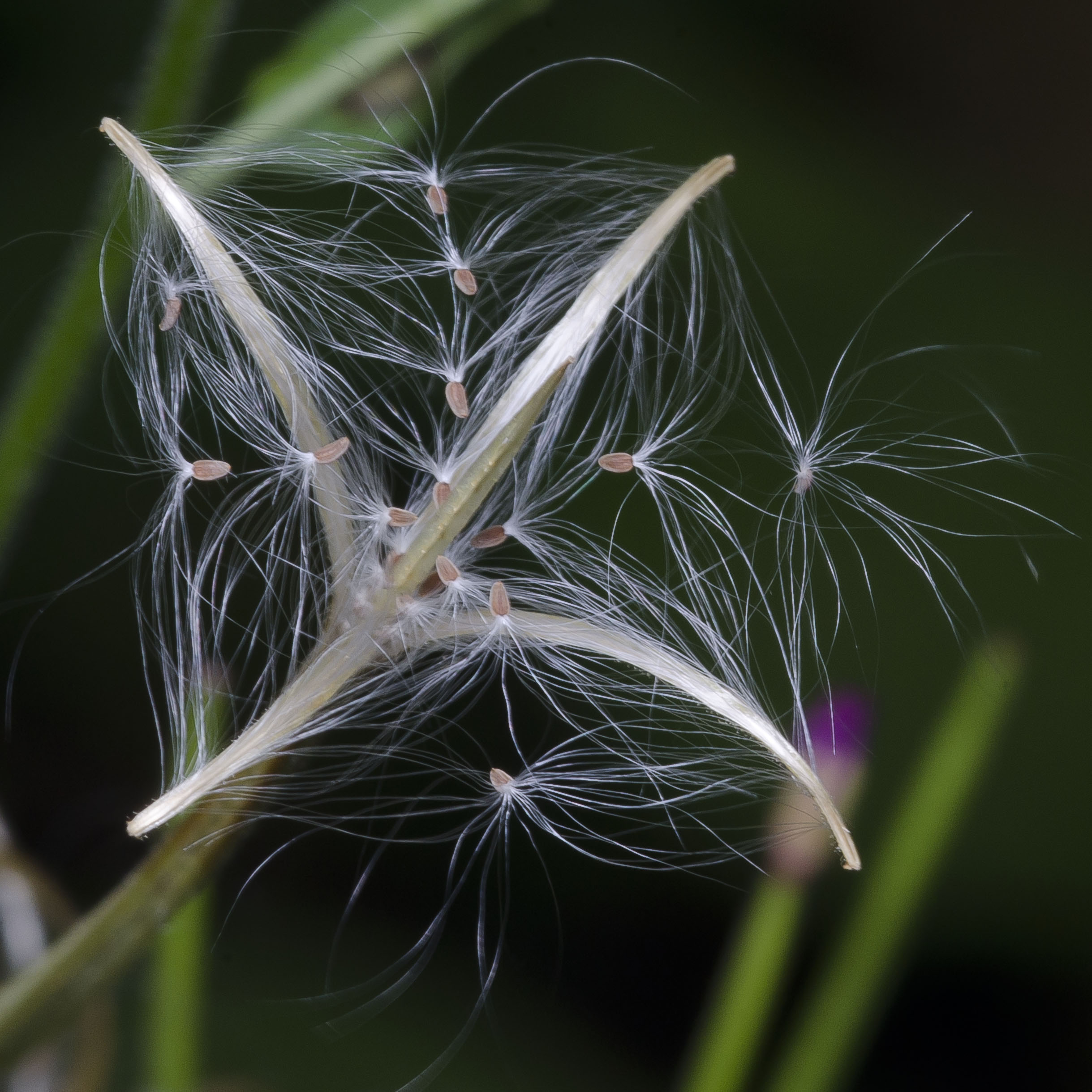
плід
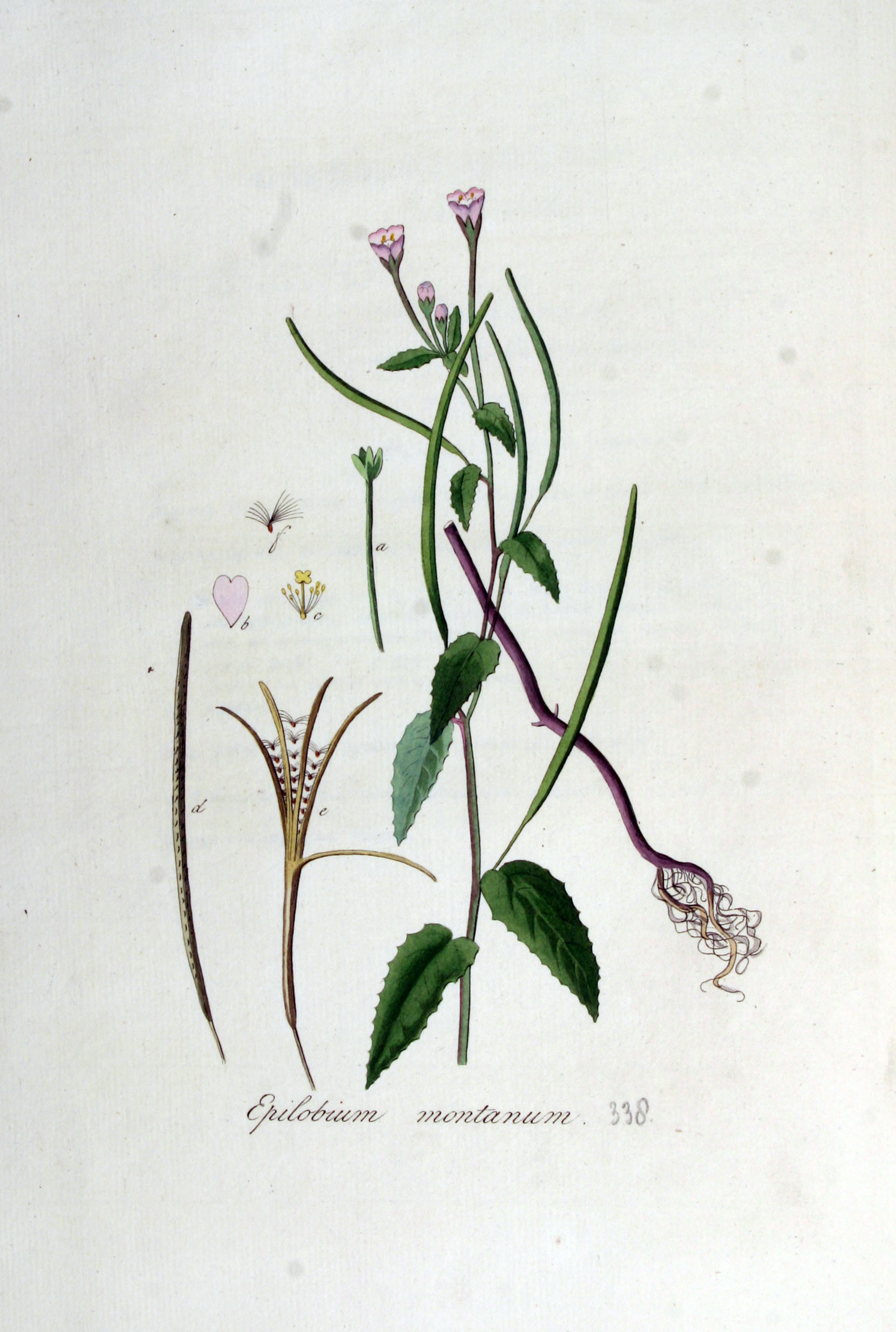
ілюстрація